# چومالی سایاسونه
سپهبد چومالی سایاسونه یا چومالی سایاسون (به انگلیسی: Choummaly Sayasone) (به لائوسی: ຈູມມະລີ ໄຊຍະສອນ) (زاده ۶ مارس ۱۹۳۶)، دبیر کل حزب انقلابی خلق لائوس (LPRP)، معاون سابق رئیس‌جمهور، وزیر دفاع لائوس در دهه ۹۰ و رئیس‌جمهور وقت جمهوری دموکراتیک خلق لائوس از مارس ۲۰۰۶ تا آوریل ۲۰۱۶ به مدت دو دوره ۵ ساله است.

## فعالیت‌ها
سایاسونه در سال ۱۹۹۱ به دفتر سیاسی حزب پیوست و به عنوان وزیر دفاع از سال ۱۹۹۱ تا ۲۰۰۱ خدمت کرده‌است. پس از آن او معاون رئیس‌جمهور از سال ۲۰۰۱ تا ۲۰۰۶ بود. او در ۲۱ مارس ۲۰۰۶ به عنوان دبیر کل حزب انقلابی خلق لائوس انتخاب شد.
سایاسونه در مارس ۲۰۱۱، مجدداً در نهمین دوره کنگره حزبش (LPRP) به عنوان دبیر کل حزب انتخاب شد و در ژوئن ۲۰۱۱، با حفظ سمت (دبیرکلی LPRP) مجدداً به عنوان رئیس‌جمهور لائوس در هفتمین مجمع ملی لائوس انتخاب شد.
رئیس‌جمهور و معاون او با رای نمایندگان مجلس برای دوره‌ای پنج ساله تعیین می‌شوند.

## شرایط حاکم بر لائوس
حزب انقلابی خلق لائوس (LPRP) انحصار قدرت سیاسی در لائوس را حفظ کرده‌است. این کشور یکی از معدود دولت‌های کمونیست باقی‌مانده است. دولت چومالی سایاسونه تقریباً برای همه جنبه‌های زندگی مردم از جمله آزادی‌های سیاسی قانون وضع کرده‌است. دولت تمامی رسانه‌ها را در اختیار دارد و روزنامه نگارانی که از دولت انتقاد کنند با جریمه‌های قانونی مواجه می‌شوند.
لائوس یکی از فقیرترین کشورهای آسیا محسوب می‌شود و سودای الحاق به ویئتنام را در سر دارد.